# Antoni Gutiérrez Díaz
Antoni Gutiérrez Díaz, popularment conegut com a «el Guti» (Premià de Mar, 19 de gener de 1929 - Terrassa, 6 d'octubre de 2006) fou un pediatre i polític català, secretari general del PSUC i diputat al Parlament de Catalunya.

## Lluita antifranquista
El 1959 va entrar al Partit Socialista Unificat de Catalunya i a causa de la seva lluita antifranquista va ser detingut diverses vegades, la primera el 1953. El 1962, un consell de guerra el va condemnar a vuit anys de presó encara que més tard va ser multat i empresonat diverses vegades més.

## Assemblea de Catalunya i secretaria general del PSUC

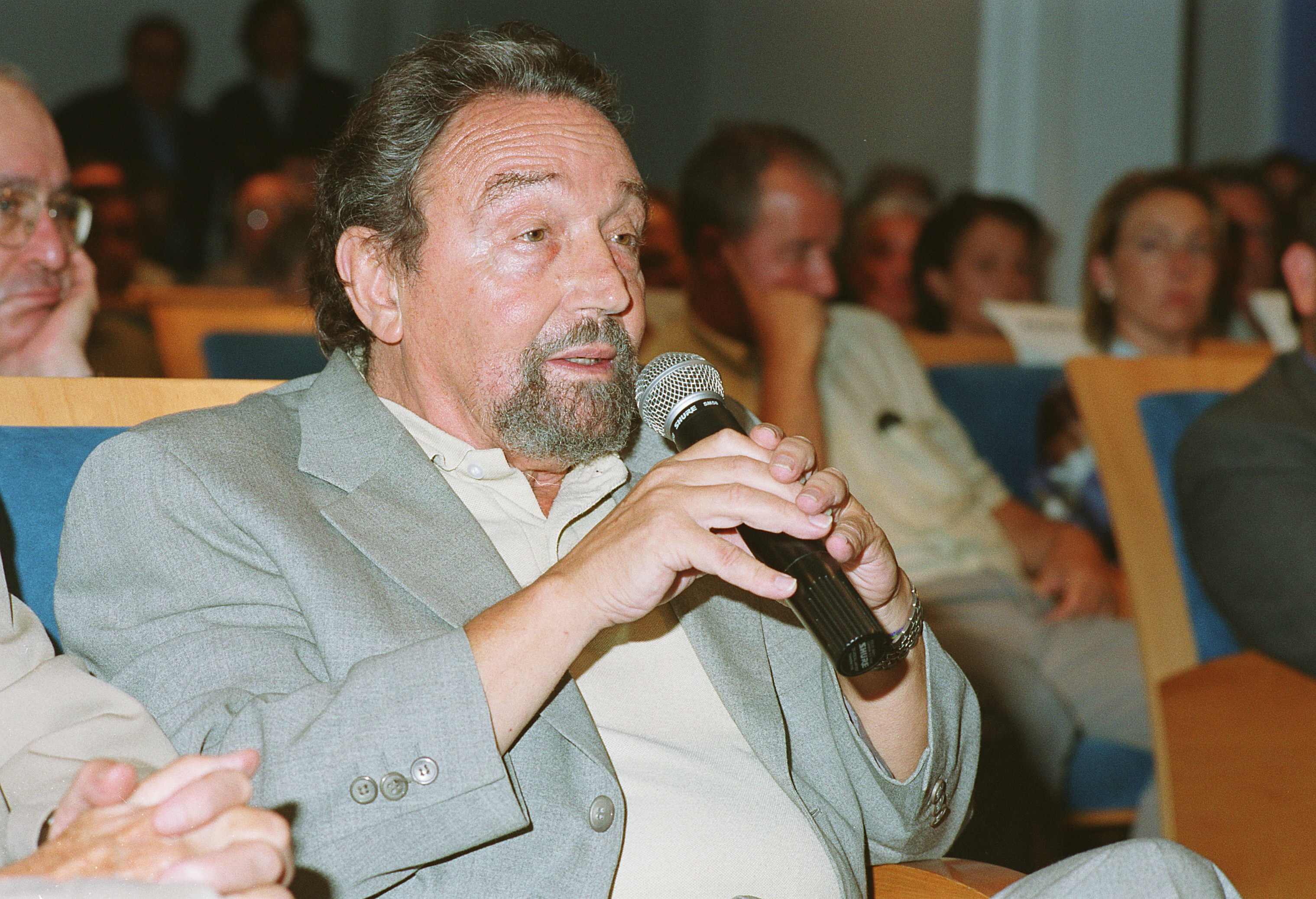
Guti al MHC el 2001.

Des del PSUC va ser un dels impulsors de la Coordinadora de Forces Polítiques de Catalunya que fou el primer òrgan unitari de l'oposició democràtica a l'estat espanyol. En aquesta coordinadora coincidia amb el seu company de partit Gregori López Raimundo i amb altres membres de partits democràtics com Joan Colomines, Anton Cañellas i Joan Raventós. I des de la coordinadora va contribuir a impulsar l'Assemblea de Catalunya que, a més dels partits, agrupava entitats, sindicats i moviments socials.
El IV Congrés del PSUC el va nomenar secretari general en substitució de Gregorio López Raimundo, que passa a ser-ne el president. El 1981 va renunciar al càrrec de secretari general del PSUC, però l'any següent, al VI Congrés del partit, va tornar a ser elegit secretari general i ho va ser fins al 1986.

## Vida parlamentària

### Congrés dels Diputats
L'any 1977 fou escollit diputat al Congrés dels Diputats espanyol, càrrec que va abandonar el desembre de 1978 per dedicar-se a la política catalana.

### Govern de la Generalitat i Parlament de Catalunya
Va ser conseller de la Generalitat provisional presidida per Josep Tarradellas i va ser diputat del Parlament de Catalunya i portaveu del PSUC a la cambra del 1980 al 1987.

### Parlament Europeu
El 1987 va ser elegit diputat Parlament Europeu per la coalició Esquerra Unida-Iniciativa per Catalunya. Va arribar a ser vicepresident de la cambra europea entre el 1994 i el 1999.

## Mort
El 2 d'octubre del 2006 estava a Sant Jaume de Compostel·la, Galícia, en un congrés, va tenir una aturada cardiorespiratòria, va estar en un hospital ingressat en coma fins al 5 d'octubre, quan va ser traslladat a la Mútua de Terrassa. Va morir l'endemà, a l'edat de 77 anys. El Parlament de Catalunya li va retre homenatge el 3 d'octubre de 2007.

## Fons personal
El seu fons personal es conserva a l'Arxiu Nacional de Catalunya. El fons conté la documentació generada, aplegada i rebuda per Antoni Gutiérrez Díaz al llarg de la seva extensa activitat política. Està integrat bàsicament per documentació de la seva militància política en el PSUC (participació en els congressos, conferències nacionals, òrgans de govern i comissions, organització d'actes, activitat electoral, dossiers de premsa i correspondència) i la relació amb el Partit Comunista d'Espanya; sobre la seva participació en l'Assemblea de Catalunya i a la Generalitat provisional, així com a l'elaboració de l'Estatut d'Autonomia de Catalunya. La part fonamental del fons reflecteix la seva activitat parlamentària en el Congrés dels Diputats, el Parlament de Catalunya i el Parlament Europeu. Inclou també un ampli volum de dossiers d'informació de suport. El conjunt del fons facilita una aproximació molt rica al coneixement de la vida política i social de Catalunya durant els períodes històrics de la dictadura franquista i de la transició democràtica. El fons es complementa amb una extensa biblioteca i hemeroteca.